# Kogilageri, Dharwad
Kogilageri là một làng thuộc tehsil Dharwad, huyện Dharwad, bang Karnataka, Ấn Độ.